# Karāt Kotī
Karāt Kotī (persiska: كَرَتكَتی, Karatkatī, کرات کتی) är en ort i Iran.   Den ligger i provinsen Mazandaran, i den norra delen av landet, 110 km nordost om huvudstaden Teheran. Karāt Kotī ligger 62 meter över havet och antalet invånare är 757.
Terrängen runt Karāt Kotī är platt åt nordost, men åt sydväst är den kuperad.Runt Karāt Kotī är det ganska glesbefolkat, med 39 invånare per kvadratkilometer. Närmaste större samhälle är Āmol, 18,2 km öster om Karāt Kotī. I omgivningarna runt Karāt Kotī växer i huvudsak blandskog.